# Чемпионат мира по хоккею с шайбой 1953

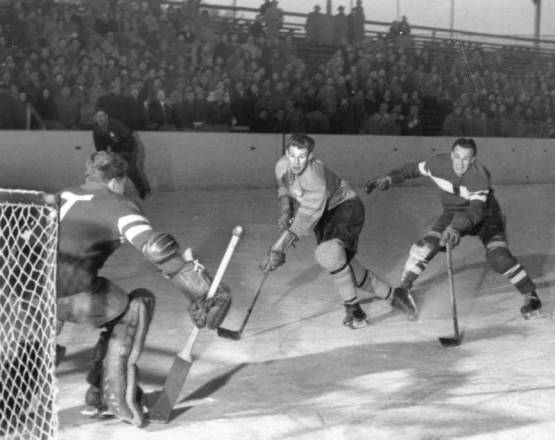
Момент игры Швеция-Германия

20-й чемпионат мира и одновременно 31-й чемпионат Европы по хоккею с шайбой проходил в Швейцарии, в городах Цюрихе и Базеле с 7 по 15 марта 1953 года. Проводилось два турнира: Группа А, для сильнейших сборных и Группа В.
Турнир проходил в два круга. Этот чемпионат стал первым, на котором выступали только европейские команды — всего четыре сборные разыгрывали главный мировой трофей. Президент канадской хоккейной ассоциации У. Б. Джордж 12 января 1953 года заявил, что сборная Канады не примет участие в турнире. Также не приехала сборная СССР из-за травмы Всеволода Боброва. Вместо неё прибыли наблюдатели, среди которых был Анатолий Тарасов. Команда Чехословакии была отозвана с турнира руководством госкомитета по спорту и физической культуре Чехословакии в связи с кончиной президента Клемента Готвальда. За это сборная Чехословакии была дисквалифицирована, а результаты состоявшихся встреч аннулированы. Впервые титул сильнейшей команды мира достался сборной Швеции, которая выиграла все пять матчей.

## Результаты матчей
| М | Команды      | 1        | 2        | 3       | 4        | Ш     | О |
| - | ------------ | -------- | -------- | ------- | -------- | ----- | - |
|   | Швеция       | •        | 8:6 12:2 | 9:2 9:1 | 5:3 -    | 38-11 | 8 |
|   | ФРГ          | 6:8 2:12 | •        | 2:3 7:3 | 2:11 4:9 | 17-26 | 2 |
|   | Швейцария    | 2:9 1:9  | 3:2 3:7  | •       | 4:9 -    | 9-27  | 2 |
| 4 | Чехословакия | 3:5 -    | 11:2 9:4 | 9:4 -   | •        | -     | - |

Результаты матчей с участием сборной Чехословакии (уехавшей из-за траура по президенту страны К. Готвальду) аннулированы.

### Сборная Швеции
Ханс Исакссон, Торд Флодквист, Руне Юханссон, Ёте Альмквист, Свен Тунман, Ларс Бьёрн, Ёте Блумквист, Рольф Петтерсон, Стиг Карлссон, Ёста Юханссон, Сигурд Брёмс, Свен Юханссон, Ханс Эберг, Стиг Андерссон-Твиллинг, Ханс Андерссон-Твиллинг, Эрик Юханссон, Оке Андерссон.
| Чемпион мира по хоккею с шайбой 1953 г. |
| --------------------------------------- |
| Швеция первый титул                     |

| Чемпион Европы по хоккею с шайбой 1953 г. |
| ----------------------------------------- |
| Швеция седьмой титул                      |